# رنه ژنن
رنه ژنن (فرانسوی: René Génin‎؛ ‏ ۲۵ ژانویهٔ ۱۸۹۰ – ۲۴ اکتبر ۱۹۶۷) بازیگر اهل کشور فرانسه بود. او بین سال‌های ۱۹۳۱ تا ۱۹۶۵ در بیش از ۱۳۰ فیلم بازی کرده‌است.
از فیلم‌هایی که وی در آن نقش داشته‌است، می‌توان به جرم موسیو لانگه، چشمان بدون صورت، همه خطرات را در نظر بگیرید، روز برمی‌آید، بندر مه‌آلود، ژودکس، قاتل در شماره ۲۱ زندگی می‌کند، در مسافرخانه اتفاق افتاد، اریحا و عاشقان ورونا اشاره کرد.